# Stockholm (sång)
Stockholm är en sång skriven av Orup samt inspelad av honom och utgiven på singel 1992 och på albumet Stockholm & andra ställen samma år.
Melodin testades på Svensktoppen där den låg i 11 veckor det året under perioden 23 februari – 3 maj 1992.
Melodin testades också på Trackslistan, där den gick in den 15 februari 1992.. Den låg kvar i fem veckor innan den lämnade listan. 

## Musikvideo

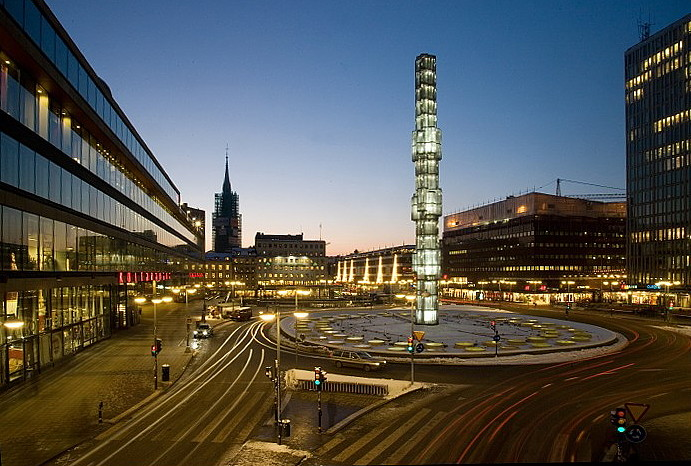
Kristallvertikalaccent är en av platserna som syns i videon till låten.

I musikvideon åker Orup i en taxibil. I videon syns platser i Stockholm som Kristallvertikalaccent och Svampen. I början av musikvideon syns Martina Haag i en biroll.

## Listplaceringar
| Lista (1992) | Topplacering |
| ------------ | ------------ |
| Sverige      | 1            |